# El Pedernoso
El Pedernoso är en ort i Spanien.   Den ligger i provinsen Provincia de Cuenca och regionen Kastilien-La Mancha, i den centrala delen av landet, 130 km sydost om huvudstaden Madrid. El Pedernoso ligger 712 meter över havet och antalet invånare är 1 289.
Terrängen runt El Pedernoso är platt. Runt El Pedernoso är det ganska glesbefolkat, med 28 invånare per kvadratkilometer. Närmaste större samhälle är Las Pedroñeras, 7,4 km sydost om El Pedernoso. Trakten runt El Pedernoso består till största delen av jordbruksmark.